# Flash de l'hélium
Le flash de l'hélium est un phénomène extrêmement puissant et bref survenant typiquement au sein d'étoiles de masse comprise entre 0,5 et 2,0 M☉ parvenues au sommet de la branche des géantes rouges dans le diagramme de Hertzsprung-Russell et dont le cœur, constitué d'hélium à l'état dégénéré, atteint la température critique d'environ cent millions de kelvins (108 K) permettant l'amorçage de la fusion de l'hélium en carbone 12 par réaction triple alpha.
Ce phénomène ne dure que quelques secondes à peine, la zone de fusion nucléaire se propageant dans toute la masse du cœur d'hélium dégénéré, qui est de l'ordre de 0,5 M☉, produisant une puissance 1011 fois supérieure à la puissance nominale de l'étoile, c'est-à-dire autant qu'une galaxie tout entière. Le flash prend fin lorsque l'énergie thermique dégagée devient supérieure à l'énergie de Fermi, et qu'ainsi l'état dégénéré du cœur de l'étoile laisse place à l'état gazeux classique.
Cette énergie dégagée demeure invisible en surface car entièrement absorbée par le plasma de l'étoile, dont la surface s'échauffe cependant tout en conservant une luminosité globale à peu près constante, ce qui la fait se déplacer horizontalement vers la gauche sur le diagramme HR, le long de ce qu'on appelle pour cette raison la branche horizontale.

## Origine du phénomène
L'origine de ce flash est à rechercher dans la nature dégénérée de l'hélium accumulé au cœur de l'étoile au cours de la phase de fusion de l'hydrogène par réaction proton-proton tandis que ces étoiles parcourent la séquence principale pour atteindre le stade de géante rouge. La pression exercée sur cette masse d'hélium est en effet compensée par la pression de dégénérescence électronique, indépendante de la température car résultant du principe d'exclusion de Pauli, de sorte que son énergie thermique est inférieure à l'énergie de Fermi : la température de cette matière dégénérée, qui est par ailleurs un excellent conducteur de la chaleur, peut augmenter sans dilatation et n'est donc pas régulée par l'expansion thermique. Or la cinétique de la réaction triple alpha est corrélée au carré de pression et à la quarantième puissance de la température[réf. nécessaire] : ce terme en T40 induit une sensibilité extrême à toute élévation de la température, d'où un emballement immédiat et massif de la réaction de fusion de l'hélium à travers tout le cœur dégénéré de l'étoile, qui s'échauffe en quelques secondes à volume constant jusqu'à ce que son énergie thermique devienne supérieure à l'énergie de Fermi et que la matière qui le constitue cesse d'être dégénérée, provoquant la dilatation du cœur de l'étoile.
Les étoiles qui ont une masse supérieure à 2,25 M☉ ne connaissent pas de flash de l'hélium car elles sont suffisamment massives pour déclencher la fusion de l'hélium dans leurs couches en équilibre hydrostatique, sans passer par une phase de matière dégénérée à ce niveau.

## Flash des naines blanches
Les naines blanches qui ont un compagnon stellaire (système binaire) et accrètent de la matière à partir de ce compagnon sont également susceptibles de connaître un flash de l'hélium. En effet, l'hydrogène qui s'accumule à la surface de la naine blanche est converti en hélium par fusion nucléaire, comme dans une étoile, et cet hélium peut être le siège d'un flash si sa température est suffisante, donnant alors naissance à une nova.

## Flash de l'hélium en coquille
Un flash de l'hélium en coquille est un évènement assez analogue mais beaucoup moins violent, d'allumage de l'hélium sans emballement, ayant lieu en l'absence de matière dégénérée. Ils surviennent périodiquement dans les étoiles de la branche asymptotique des géantes (AGB) dans une coquille située autour du cœur. Ceci se produit tardivement dans la phase géante de la vie d'une étoile. L'étoile a brûlé la grande majorité de l'hélium disponible dans le cœur, qui est maintenant composé de carbone et d'oxygène. La fusion de l'hélium continue dans une coquille mince entourant son cœur, puis s'arrête quand l'hélium vient à manquer. Cela permet la fusion de l'hydrogène située dans une couche au-dessus de la couche d'hélium. Après qu'assez d'hélium s’est de nouveau accumulé, la fusion de l'hélium est réamorcée, produisant une impulsion thermique qui fera temporairement gonfler et briller davantage l'étoile (l'impulsion de luminosité est retardée car il faut plusieurs années pour que l'énergie produite par le redémarrage de la fusion de l'hélium atteigne la surface). De telles pulsations peuvent durer quelques centaines d'années, et on pense qu'elles se produisent périodiquement tous les 10 000 à 100 000 ans.
Après le flash, la fusion de l'hélium continue à un rythme exponentiellement décroissant pendant 40 % du cycle pendant que la coquille d'hélium est consommée. Les impulsions thermiques peuvent provoquer la formation de coquilles circumstellaires de gaz et de poussière.